# Drežnica (Słowenia)
Drežnica – wieś w Słowenii, w gminie Kobarid. W 2018 roku liczyła 229 mieszkańców.